# 사장님, 배틀 시간입니다!
사장님, 배틀 시간입니다!(일본어: 社長、バトルの時間です！, Shachibato! President, It's Time for Battle!)는 가도카와, 딜럭스 게임스, 프리앱 파트너스가 개발한 온라인 부분 유료화 롤플레잉 게임이다. 2019년 10월 17일 일본에서 안드로이드와 iOS 장치용으로 출시되었다. C2C의 일본의 애니메이션 텔레비전 시리즈 각색판이 2020년 4월 5일부터 6월 28일까지 방영되었다. 이 게임은 2020년 10월 31일 서비스를 종료했다.